# Campionati mondiali di canoa/kayak 1978
I 14esimi Campionati mondiali di canoa/kayak si sono svolti a Belgrado (Jugoslavia) nel 1978.

## Medagliere
| Pos. | Paese            | Oro | Argento | Bronzo | Totale |
| ---- | ---------------- | --- | ------- | ------ | ------ |
| 1    | Germania Est     | 7   | 0       | 0      | 7      |
| 2    | Ungheria         | 4   | 3       | 2      | 9      |
| 3    | Unione Sovietica | 2   | 5       | 5      | 12     |
| 4    | Romania          | 2   | 4       | 7      | 13     |
| 5    | Jugoslavia       | 2   | 1       | 1      | 4      |
| 6    | Bulgaria         | 1   | 1       | 0      | 2      |
| 7    | Spagna           | 0   | 1       | 1      | 2      |
| 7    | Polonia          | 0   | 1       | 1      | 2      |
| 9    | Norvegia         | 0   | 1       | 0      | 1      |
| 9    | Francia          | 0   | 1       | 0      | 1      |

## Medaglie Canoa

### C1 500m
| Posizione | Atleta            | Paese            | Tempo |
| --------- | ----------------- | ---------------- | ----- |
|           | Lubomir Lubenov   | Bulgaria         |       |
|           | Gyula Hajdu       | Ungheria         |       |
|           | Sergei Liminovich | Unione Sovietica |       |

### C1 1000m
| Posizione | Atleta          | Paese      | Tempo |
| --------- | --------------- | ---------- | ----- |
|           | Matija Ljubek   | Jugoslavia |       |
|           | Tamás Wichmann  | Ungheria   |       |
|           | Ivan Patzaichin | Romania    |       |

### C1 10000m
| Posizione | Atleta          | Paese      | Tempo |
| --------- | --------------- | ---------- | ----- |
|           | Ivan Patzaichin | Romania    |       |
|           | Tamás Wichmann  | Ungheria   |       |
|           | Matija Ljubek   | Jugoslavia |       |

### C2 500m
| Posizione | Atleta                          | Paese            | Tempo |
| --------- | ------------------------------- | ---------------- | ----- |
|           | László Foltán István Vaskuti    | Ungheria         |       |
|           | Serhei Petrenko Pietra Grigonis | Unione Sovietica |       |
|           | Gheorghe Simionov Toma Simionov | Romania          |       |

### C2 1000m
| Posizione | Atleta                          | Paese            | Tempo |
| --------- | ------------------------------- | ---------------- | ----- |
|           | Tamás Buday Oszkár Frey         | Ungheria         |       |
|           | Gheorghe Simionov Toma Simionov | Romania          |       |
|           | Yuri Lobanov Sergei Postrekhin  | Unione Sovietica |       |

### C2 10000m
| Posizione | Atleta                            | Paese            | Tempo |
| --------- | --------------------------------- | ---------------- | ----- |
|           | Tamás Buday László Vaskuti        | Ungheria         |       |
|           | Gheorghe Simionov Toma Simionov   | Romania          |       |
|           | Aleksander Beleyi Viktor Vorobiev | Unione Sovietica |       |

## Medaglie Kayak

### K1 500m
| Posizione | Atleta                | Paese            | Tempo |
| --------- | --------------------- | ---------------- | ----- |
|           | Vasile Dîba           | Romania          |       |
|           | Uladzimir Parfjanovič | Unione Sovietica |       |
|           | Peter Hempel          | Germania Est     |       |

| Posizione | Atleta         | Paese            | Tempo |
| --------- | -------------- | ---------------- | ----- |
|           | Roswitha Eberl | Germania Est     |       |
|           | Olga Makarova  | Unione Sovietica |       |
|           | Maria Cosma    | Romania          |       |

### K1 1000m
| Posizione | Atleta          | Paese            | Tempo |
| --------- | --------------- | ---------------- | ----- |
|           | Rüdiger Helm    | Germania Est     |       |
|           | Milan Janić     | Jugoslavia       |       |
|           | Vitali Chukhrai | Unione Sovietica |       |

### K1 10000m
| Posizione | Atleta             | Paese            | Tempo |
| --------- | ------------------ | ---------------- | ----- |
|           | Milan Janić        | Jugoslavia       |       |
|           | Nikolai Stepanenko | Unione Sovietica |       |
|           | István Joós        | Ungheria         |       |

### K2 500m
| Posizione | Atleta                            | Paese            | Tempo |
| --------- | --------------------------------- | ---------------- | ----- |
|           | Rüdiger Helm Bernd Olbricht       | Germania Est     |       |
|           | Ion Bîrlădeanu Nicusor Eseanu     | Romania          |       |
|           | Sergei Chukhrai Vladimir Tainikov | Unione Sovietica |       |

| Posizione | Atleta                          | Paese            | Tempo |
| --------- | ------------------------------- | ---------------- | ----- |
|           | Martina Fischer Marion Rosiger  | Germania Est     |       |
|           | Nina Doroh Natalija Kalshnikova | Unione Sovietica |       |
|           | Nastasia Nichitov Agafia Orlov  | Romania          |       |

### K2 1000m
| Posizione | Atleta                            | Paese            | Tempo |
| --------- | --------------------------------- | ---------------- | ----- |
|           | Sergei Chukhrai Vladimir Tainikov | Unione Sovietica |       |
|           | Einar Rasmussen Olaf Soyland      | Norvegia         |       |
|           | Zoltán Bakó István Szabó          | Ungheria         |       |

### K2 10000m
| Posizione | Atleta                            | Paese    | Tempo |
| --------- | --------------------------------- | -------- | ----- |
|           | Zoltán Bakó István Szabó          | Ungheria |       |
|           | Jean-Paul Hanquier Alain Lebas    | Francia  |       |
|           | Grigore Constantin Nicusor Eseanu | Romania  |       |

### K4 500m
| Posizione | Atleta                                                           | Paese        | Tempo |
| --------- | ---------------------------------------------------------------- | ------------ | ----- |
|           | Peter Bischof Bernd Duvigneau Roland Graupner Harald Marg        | Germania Est |       |
|           | Jose-Maria Esteban Jose-Ramon Lopez Herminio Menendez Luis Ramos | Spagna       |       |
|           | Grzegroz Koltan Ryzsard Oborski Henryk Budzicz Daniel Weina      | Polonia      |       |

| Posizione | Atleta                                                             | Paese        | Tempo |
| --------- | ------------------------------------------------------------------ | ------------ | ----- |
|           | Martina Fischer Roswitha Eberl Carla Genauss Marion Rosiger        | Germania Est |       |
|           | Vanja Gesheva Velitcha Mincheva Iliana Nikolova Natascha Yanakieva | Bulgaria     |       |
|           | Nastasia Nichitov Maria Nuculae Agafia Orlov Adriana Tarasov       | Romania      |       |

### K4 1000m
| Posizione | Atleta                                                           | Paese        | Tempo |
| --------- | ---------------------------------------------------------------- | ------------ | ----- |
|           | Bernd Olbricht Rüdiger Helm Harald Marg Bernd Duvigneau          | Germania Est |       |
|           | Ion Bîrlădeanu Zoltan Eseanu Alexander Giura Mihai Zafiu         | Romania      |       |
|           | Jose-Maria Esteban Jose-Ramon Lopez Herminio Menendez Luis Ramos | Spagna       |       |

### K4 10000m
| Posizione | Atleta                                                                   | Paese            | Tempo |
| --------- | ------------------------------------------------------------------------ | ---------------- | ----- |
|           | Alexander Avdeev Sergei Nikloski Volodymyr Morozov Alexander Shaporenko  | Unione Sovietica |       |
|           | Andrzej klimaszewski Krisztov Lepianka Zbignew Torzecki Zdzislaw Szubski | Polonia          |       |
|           | Cuprian Macarencu Ciobann Marian Stefan Popa Nicolae Tico                | Romania          |       |